# Liste der Kulturdenkmale in Mochau
In der Liste der Kulturdenkmale in Mochau sind die Kulturdenkmale des Döbelner Ortsteils Mochau verzeichnet, die bis Oktober 2022 vom Landesamt für Denkmalpflege Sachsen erfasst wurden (ohne archäologische Kulturdenkmale). Die Anmerkungen sind zu beachten.
Diese Aufzählung ist eine Teilmenge der Liste der Kulturdenkmale in Döbeln.

## Mochau
| Bild                                    | Bezeichnung | Lage                   | Datierung | Beschreibung | ID       |
| --------------------------------------- | --- | ---------------------- | --- | --- | -------- |
| Weitere Bilder                          | Gasthof mit Saalanbau | Am Dreieck 1 (Karte)   | Bezeichnet mit 1829 | Denkmalgerecht sanierter, das Ortsbild maßgeblich prägender Putzbau von ortshistorischer Bedeutung. - Gasthof: Erdgeschoss massiv, zum Teil im Obergeschoss Fachwerk - Saalanbau: zweigeschossig, massiv, altes Steinportal (bezeichnet mit 1829) Anmerkung nach Ortsbegehung 2014: Der Gasthof brannte laut Neuer Sächsischer Kirchengalerie 1829 ab und wurde offensichtlich danach wieder aufgebaut. Der Baubestand lässt vermuten, dass 1829 nur ein Teil des Gasthofes zerstört wurde und neu aufgebaut wurde. Dabei handelt es sich vermutlich um den heute das Haus prägenden massiven Hausteil mit Saal im Obergeschoss. Das zeitgleich mit dem Gebäude errichtete Türportal trägt die Inschrift „1829“. Es ist davon auszugehen, dass der dreiachsige Fachwerkteil Bestandteil des abgebrannten Gasthofes war und demnach älter ist als der massive Hausteil. Die Baukonstruktion sowie das Krüppelwalmdach weisen darauf hin, dass dieser Gebäudeteil nicht wesentlich vor 1800 erbaut wurde, eventuell auch nach 1800, also kurz vor dem Brandereignis. Der Gasthof, der heute als Gemeinschaftshaus für örtliche Veranstaltungen genutzt wird, wurde in den letzten Jahren weitgehend denkmalgerecht saniert. | 09208817 |
| Direkt Bild zu diesem Denkmal hochladen | Häuslerhaus | Am Dreieck 7 (Karte)   | 2. Hälfte 19. Jahrhundert | Typischer Fachwerkbau des 19. Jahrhunderts in ortsbildprägender Lage von regionalgeschichtlichem Wert. Erdgeschoss massiv, Obergeschoss Fachwerk (auch Giebelseite), Satteldach, entstellender Anbau ohne Denkmalwert, zwischen 2000 und 2014 saniert, Farbgebung erfolgte nicht denkmalgerecht, das Fachwerk im Obergeschoss wurde offensichtlich aufgebrettert, es ist jedoch zu vermuten, dass das originale Fachwerk erhalten blieb (2014). | 09208816 |
| Direkt Bild zu diesem Denkmal hochladen | Brücke | An der Schule (Karte)  | 19. Jahrhundert | Bruchsteinerne Bogenbrücke, dokumentiert die alte Ortsstruktur, ortsgeschichtlich von Bedeutung | 09208811 |
| Direkt Bild zu diesem Denkmal hochladen | Aussegnungshalle, drei Erbbegräbnisse, ein Soldatengrab für Gefallene des Zweiten Weltkrieges und Einfassungsmauer auf dem Mochauer Friedhof                                                                                                 | Jahnatalstraße (Karte) | Bezeichnet mit 1852 (Parentationshalle); 1842 und 1848 (Gruft Familie Rossberg); um 1850 (Gruft neben dem Erbbegräbnis Familie Rossberg); um 1910 (Erbbegräbnis Familie Ehrlich); nach 1945 (Soldatengrab) | Bestandteile des Friedhofs von Mochau, ursprünglich bezeichnet als Feldgottesacker, von ortshistorischer und ortsbildprägender Bedeutung. Friedhofsanlage aus der Mitte des 19. Jahrhunderts, Mauer aus Bruchsteinen, Erbbegräbnis: Familie Rossberg, Gutsbesitzer zu Schweinitz, 1848, weitere Erbbegräbnisse im rückwärtigen Bereich des Friedhofes. 1827 wurde der neue Friedhof von Mochau, bezeichnet als „Feldgottesacker“, geweiht, ab 1837 wurden alle Verstorbenen des Dorfes hier begraben. Die Aussegnungshalle ist laut Inschrift 1852 erbaut worden. Zu den wenigen noch erhaltenen historischen Grabanlagen gehören das Erbbegräbnis (Gruft) für die Familie Rossberg, Gutsbesitzer zu Scheinitz (1842 und 1847), eine neben diesem Grab befindliche Gruft aus der gleichen Zeit (Namen nicht lesbar) sowie das Erbbegräbnis der Familie Franz Louis Ehrlich, Gutsbesitzer zu Dürrweitzschen (um 1910). In der nordöstlichen Friedhofsecke befindet sich ein unscheinbares Grab für zehn Soldaten, die kurz vor Beendigung des Zweiten Weltkrieges nahe Mochaus gefallen waren. Der Aussegnungshalle als einzigem Bauwerk auf dem 1827 neu angelegten Friedhofes kommt neben ihrem baugeschichtlichen Wertes auf Grund ihrer Authentizität auch eine ortsgeschichtliche Bedeutung zu. Auch die o. g. Gräber sind für die regionale Geschichte von Bedeutung. | 09208810 |
| Direkt Bild zu diesem Denkmal hochladen | Brücke | Kirchstraße (Karte)    | Bezeichnet mit 1800 | Überführung des Verbindungsweges zwischen Kirchstraße und Meißner Straße über die Jahna, einjochige Bruchsteinbrücke, Dokument der historischen Wegestruktur, ortsgeschichtlich bedeutsam. Bruchsteinbogenbrücke mit Schlussstein, dieser bezeichnet mit 1800, Bogen als Segmentbogen ausgebildet, Brüstungsmauer nur noch im Ansatz erkennbar. | 09208821 |
| Direkt Bild zu diesem Denkmal hochladen | Brücke | Kirchstraße (Karte)    | 1. Hälfte 19. Jahrhundert | Einjochige Bruchsteinbogenbrücke, Überführung der Kirchstraße über die Jahna, die historische Wegeführung in Mochau dokumentierend, ortsgeschichtlich von Bedeutung. Einjochige Bruchsteinbrücke mit nur noch niedrigen Brüstungsmauern, Bogen als Segmentbogen ausgebildet, laut Erfassungsunterlagen mit datiertem Schlussstein. | 09208820 |
| Weitere Bilder                          | Kirchenruine, Kirchhof mit Einfassungsmauer, Kriegerdenkmal für die Gefallenen des Ersten Weltkrieges und Kriegerdenkmal für die Gefallenen des Deutsch-Französischen Krieges                                                                | Kirchstraße 5 (Karte)  | Bezeichnet mit 1848/49 (Kirche); 1870/1871 (Kriegerdenkmal); nach 1928 (Kriegerdenkmal) | Heute als Sommerkirche genutzte Kirchenruine umgeben vom ehemaligen Kirchhof einschließlich der beiden Kriegerdenkmale, Komplex von ortsgeschichtlicher, ortsbildprägender und baugeschichtlicher Bedeutung. - Kirchenruine: Saalkirche in Neurenaissanceformen, 1848/49 von Krellmann aus Mügeln unter Einbezug des romanischen Turms errichtet, Verfall im 3. Viertel des 20. Jahrhunderts. Putzbau mit geradem Ostschluss, hohen Rundbogenfenstern und Lisenengliederung. An der Nord-, Süd- und Ostseite Rundbogenportale in risalitartig vorgezogenen Eingängen. Breiter romanischer Westturm mit Satteldach und hohem Dachreiter. Kirchenschiff ist ohne Dach, steht als Ruine, nur der Turm mit Dachreiter ist intakt (gedeckt mit Schiefer). An der Kirche Gedenkplatte zu Ehren des Rittergutsbesitzers von Gutschmidt auf Obersteinbach (1829). - Denkmal 1870/71: Steinquader mit Obelisk, dieser bekrönt von Adler - Kriegerdenkmal Erster Weltkrieg: Steinquader mit Obelisk, Helm und Eichenlaub 1848/49 nach Entwurf des Mügelner Baumeisters Krellmann neu errichtete Saalkirche. Die stattliche Kirche war 30 m lang und 15 m breit. Im Westen schloss ein quadratischer Turm an, der 1881 auf die heutige Höhe von ca. 35 m erhöht wurde. In den 1960er Jahren stellte man erhebliche Schäden durch Schwammbefall infolge eines undichten Daches fest. Aus Sicherheitsgründen musste die Kirche für Gottesdienste gesperrt werden. Nach dem letzten Gottesdienst im Jahr 1971 folgte eine zeitweilige Nutzung als Lagerraum. Eine Reparatur war nicht mehr möglich, so dass schließlich der Abbruch des Daches sowie sämtlicher Holzteile erfolgen musste. Der Verein „Kirchenbauwerk Mochau e. V.“ bemühte sich seit 1992 um die Sicherung der Kirchenruine, so dass am 21. Mai 1998 die „Sommerkirche Mochau“ mit einem Festgottesdienst eingeweiht werden konnte. Bereits neun Jahre später, im Jahr 2007, wird auch die Sommerkirche wegen Baufälligkeit für eine weitere Nutzung gesperrt. Auch die Glocken dürfen wegen der Risse im Turm nicht mehr geläutet werden. Nach erfolgter Notsicherung können dann seit 2011 wieder Gottesdienste stattfinden. Von der eindrucksvollen Saalkirche mit geradem Ostabschluss und Westturm blieben nur die Umfassungswände des Kirchenschiffes sowie der Turm mit Satteldach, polygonalem Dachreiter und spitzem Helm erhalten. Die Fassadengliederung ist heute noch deutlich erkennbar. Die ursprünglich reiche Innenausstattung mit Kanzelaltar und zweigeschossigen Emporen ging jedoch verloren. „Die Kirche ist eine der ältesten in der Region. Fügte sich diese Kirche bis Mitte des 19. Jahrhunderts noch deutlich in die Landschaft ein, so zeugt seit mehr als 160 Jahren ein wuchtiger Baukörper vom bäuerlichen Selbstbewußtsein in dieser Gegend. … Kein Gebäude in Mochau verweist besser auf die vielen Jahrhunderte von Leben und Arbeiten an diesem Ort als die Kirche … Die Kirche steht im Dorf. Das Gebäude prägt den Ort und macht ihn unverwechselbar. … Einen solchen Identifikationspunkt für uns und spätere Generationen zu erhalten, sollte unabhängig vom persönlichen Glauben oder Nicht-Glauben die Aufgabe aller sein, die hier wohnen und denen dieser Ort am Herzen liegt.“ (Aushang im Schaukasten der Kirche, Autor: Pfarrer Volkmar Hirth, vor 1980). Aus diesem Statement für die Mochauer Kirche wird deren Bedeutung für die Ortsgeschichte und das Ortsbild und damit deren Denkmalwert deutlich. | 09208815 |
|                                         | Pfarrhaus, ehemaliges Substitutenwohnhaus (auch als Küsterei bezeichnet) und Mauer | Kirchstraße 7 (Karte)  | Um 1800 (Substitutenwohnhaus/Küsterei); 1877 (Pfarrhaus) | Gebäudeensemble von ortsbildprägender, baugeschichtlicher und ortsgeschichtlicher Bedeutung - Pfarrhaus: zweigeschossig, massiv, originale Fenstergewände und -verdachungen - Substitutenwohnhaus (laut Kirchengalerie) oder Küsterhaus (laut Inschrift am Haus): zweigeschossig, Erdgeschoss massiv, Obergeschoss Fachwerk, Satteldach, giebelständig zur Straße | 09208812 |
|                                         | Häuslerhaus | Schmiedeweg 1 (Karte)  | Um 1800 | Ortsbildprägendes Fachwerkhaus, baulich leicht überformt, baugeschichtlich von Bedeutung. Erdgeschoss massiv, Obergeschoss vorwiegend Fachwerk (auch eine Giebelseite), Satteldach (neue Deckung), Erdgeschoss zum Teil durch breite Fenster überformt. | 09208819 |
| Direkt Bild zu diesem Denkmal hochladen | Wohnstallhaus, Seitengebäude, Wassertrog, Torbogen und Einfriedung | Vorwerk 1 (Karte)      | Bezeichnet mit 1787 (Wassertrog); bezeichnet mit 1826 (Wohnstallhaus); 1841 (Torbogen und Seitengebäude)                                                                                                   | Weitgehend original erhaltene Wohn- und Wirtschaftsgebäude sowie Ausstattung, bauhistorisch und ortshistorisch von Bedeutung. - Wohnstallhaus: zweigeschossig, massiv, originale Türstöcke mit Schlusssteinen (datiert), Wand-Öffnungsverhältnis intakt, Krüppelwalmdach - Seitengebäude: Erdgeschoss massiv, Obergeschoss Fachwerk, Satteldach (eine Seite abgewalmt) - auf dem Hof stehen zwei alte Grenzsteine und ein alter Trog | 09208822 |
| Direkt Bild zu diesem Denkmal hochladen | Brücke | Zum Gut (Karte)        | 19. Jahrhundert | Einjochige Steinbogenbrücke über die Jahna, Zufahrt zu einem Gutshof, dokumentiert die historische Wegeführung, heimatgeschichtlich von Bedeutung. Bogenbrücke aus Bruchsteinen, eine Seite mit Ziegeln um 1900 verändert. | 09208813 |
| Direkt Bild zu diesem Denkmal hochladen | Wohnhaus, zwei Scheunen (eine mit Hocheinfahrt), ehemaliger Pferdestall, zwei Torpfeiler, Hofpflasterung, Brunnen, Garteneinfriedungsmauer, Bergkeller und Stützmauer mit Treppenaufgang zum Feld eines Bauerngutes (heute Gutshof Schiegel) | Zum Gut 20 (Karte)     | Bezeichnet mit 1873 (Bauernhaus); um 1873 (Scheune, Seitengebäude und Bergkeller); 1921 (Arbeiterwohnhaus)                                                                                                 | Um 1873 neu erbaute und geschlossen erhaltene, einheitlich gestaltete Hofanlage in sehr gutem Originalzustand, 1921 mit einem südlich der Hofanlage stehenden Arbeiterwohnhaus erweitert, baugeschichtlich und heimatgeschichtlich von großer Bedeutung. Zeitgleich gebauter Hofkomplex, in dieser Qualität und Authentizität nur vereinzelt in Sachsen noch anzutreffen. Hieraus leitet sich die große baugeschichtliche, sozialgeschichtliche, heimatgeschichtliche sowie landschaftsprägende Bedeutung des Hofes mit den beschriebenen Bestandteilen ab. 1873 vom Gutsbesitzer Dietrich neu erbauter Bauernhof, bestehend aus den nachfolgend aufgeführten Bestandteilen, welche vermutlich weitgehend zeitgleich erbaut wurden. Die nicht benannten Bauten sind nicht Gegenstand des Denkmalschutzes. - Wohnstallhaus: zweigeschossiger Putzbau mit Drempel, regelmäßig angeordnete Rechteckfenster, Satteldach, Fledermausluken, heute Biberschwanzdeckung, bezeichnet mit „D 1873“ - Scheune mit Anbau: nordöstlich, an Wohnhaus angebaut, eineinhalbgeschossig, Putzbau, Satteldach mit Fledermausluken, baulich überformt, aber zeitgleich entstanden - Scheune (westlich): eingeschossig mit Drempel, Bruchsteinmauerwerk, ursprünglich Graupelputz, heute teils Glattputz, an beiden Traufseiten jeweils drei große Rundbogentore, hofseitig Schlitzfenster, Satteldach - Pferdestall: südliches Seitengebäude, längsrechteckiger Grundriss, zweigeschossig, Mittelbau mit dreijochiger Kumthalle, dort Uhr, Glockenturm, bezeichnet mit „Dietrich 1873“ - Hofpflasterung: rotes Granitpflaster, annähernd in Hälfte des Hofes original erhalten - Bergkeller, Stützmauer und Treppe zum Feld: nördlich von Scheune und Wohnhaus in Hang gebaut, Tonnengewölbe aus Bruchsteinen, an Keller schließt Stützmauer zum Feld an, in die eine Treppe zum Feld integriert wurde, diese Ausführung dürfte singulär in Sachsen sein - Brunnen: alter Brunnen vor dem Wohnhaus im Hof mit neu aufgemauertem Rand - Garteneinfriedung und Torpfeiler: zwei Torpfeiler an Hofzufahrt zwischen Wohnhaus und Pferdestall sowie Gartenmauer bzw. Einfriedungsmauer südöstlich des Wohnhauses | 09305676 |

## Ehemaliges Denkmal
| Bild                                    | Bezeichnung                       | Lage                    | Datierung | Beschreibung | ID       |
| --------------------------------------- | --------------------------------- | ----------------------- | --------- | --- | -------- |
| Direkt Bild zu diesem Denkmal hochladen | Häuslerhaus, ehemalige Böttcherei | Böttchergasse 1 (Karte) | Um 1840?  | Zeit- und landschaftstypischer Fachwerkbau in gutem Originalzustand, hausgeschichtlich und ortsgeschichtlich von Bedeutung. Erdgeschoss massiv, Obergeschoss Fachwerk, entstellender Anbau, Satteldach. Ehemalige Böttcherei, 1840 im Grundbuch verzeichnet. Hierbei könnte es sich um die Bauzeit des Hauses handeln. Das Häuslerhaus ist ein für das 19. Jahrhundert typisches sächsisches Fachwerkhaus mit massivem Erdgeschoss. Es weist die gleiche Gliederung und Funktionalität wie die Bauernhäuser auf. So ist das Erdgeschoss in drei Zonen unterteilt, in der Mitte der Hausflur, links (von Eingang aus gesehen) der Stubenbereich und rechts ein kleiner Stallbereich. Zusätzlich wurde, evtl. etwas später, ein Fachwerkanbau angefügt, welcher möglicherweise als Böttcherwerkstatt genutzt wurde. Abgeschlossen wird das Gebäude durch ein steiles Satteldach. Bemerkenswert ist die Authentizität des Gebäudes, welches weitgehend bauzeitlich erhalten blieb. Der spätere massive Wohnhausanbau (kein Denkmal) führte nicht zur Veränderung der originalen Bausubstanz. Der Denkmalwert des Hauses ergibt sich aus dem hausgeschichtlichen Wert auf Grund seiner Authentizität sowie aus der ortsgeschichtlichen Bedeutung als einzige Böttcherei des Dorfes. Zwischen 2020 und 2021 abgerissen. | 09208814 |

## Tabellenlegende
- Bild: Bild des Kulturdenkmals, ggf. zusätzlich mit einem Link zu weiteren Fotos des Kulturdenkmals im Medienarchiv Wikimedia Commons. Wenn man auf das Kamerasymbol klickt, können Fotos zu Kulturdenkmalen aus dieser Liste hochgeladen werden:
- Bezeichnung: Denkmalgeschützte Objekte und ggf. Bauwerksname des Kulturdenkmals
- Lage: Straßenname und Hausnummer oder Flurstücknummer des Kulturdenkmals. Die Grundsortierung der Liste erfolgt nach dieser Adresse. Der Link (Karte) führt zu verschiedenen Kartendiensten mit der Position des Kulturdenkmals. Fehlt dieser Link, wurden die Koordinaten noch nicht eingetragen. Sind diese bekannt, können sie über ein Tool mit einer Kartenansicht einfach nachgetragen werden. In dieser Kartenansicht sind Kulturdenkmale ohne Koordinaten mit einem roten bzw. orangen Marker dargestellt und können durch Verschieben auf die richtige Position in der Karte mit Koordinaten versehen werden. Kulturdenkmale ohne Bild sind an einem blauen bzw. roten Marker erkennbar.
- Datierung: Baubeginn, Fertigstellung, Datum der Erstnennung oder grobe zeitliche Einordnung entsprechend des Eintrags in der sächsischen Denkmaldatenbank
- Beschreibung: Kurzcharakteristik des Kulturdenkmals entsprechend des Eintrags in der sächsischen Denkmaldatenbank, ggf. ergänzt durch die dort nur selten veröffentlichten Erfassungstexte oder zusätzliche Informationen
- ID: Vom Landesamt für Denkmalpflege Sachsen vergebene, das Kulturdenkmal eindeutig identifizierende Objekt-Nummer. Der Link führt zum PDF-Denkmaldokument des Landesamtes für Denkmalpflege Sachsen. Bei ehemaligen Kulturdenkmalen können die Objektnummern unbekannt sein und deshalb fehlen bzw. die Links von aus der Datenbank entfernten Objektnummern ins Leere führen. Ein ggf. vorhandenes Icon  führt zu den Angaben des Kulturdenkmals bei Wikidata.